# Tour des onze villes 2023
La 40e édition du Tour des onze villes (en néerlandais : Elfstedenronde), une course cycliste masculine sur route, a lieu en Belgique le 11 juin 2023. L'épreuve se dispute sur 190,3 kilomètres entre Bruges et Bruges. Elle fait partie du calendrier UCI Europe Tour 2023 en catégorie 1.1 ainsi que de la Coupe de Belgique de 2023.

## Équipes participantes
| WorldTeams (5)- Arkéa-Samsic - Alpecin-Deceuninck - Soudal Quick-Step - Cofidis - Intermarché-Circus-Wanty ProTeams (8)- Team Corratec-Selle Italia - Team Novo Nordisk - Israel-Premier Tech - Bolton Equities Black Spoke Pro Cycling - Uno-X Pro Cycling Team - Team Flanders-Baloise - Lotto Dstny - Bingoal WB Équipes continentales (6)- Matériel-vélo.com - XSpeed United Continental - Tarteletto-Isorex - Saint Piran - Baloise Trek Lions - À Bloc CT UCI Women's WorldTeam- Human Powered Health |
| |

## Classements

### Classement final
| \| Classement général \| Classement général \| Classement général \| Classement général \| Classement général \| \| Coureur \| Coureur \| Pays \| Équipe \| Temps \| \| ------------------ \| ------------------ \| ------------------ \| ------------------ \| ------------------ \| |         |      |        |       |
| |         |      |        |       |
| Source : ProCyclingStats |         |      |        |       |
| Classement général |         |      |        |       |
| Coureur | Coureur | Pays | Équipe | Temps |

### Classements UCI
La course attribue des points au classement mondial UCI 2023 selon le barème suivant :
| Position           | 1er | 2e | 3e | 4e | 5e | 6e | 7e | 8e | 9e | 10e | 11e | 12e | 13e à 15e | 16e à 25e |
| Classement général | 125 | 85 | 70 | 60 | 50 | 40 | 35 | 30 | 25 | 20  | 15  | 10  | 5         | 3         |